# Dušan Plavšić
Dušan Plavšić (Душан Плавшић; sinh ngày 23 tháng 5 năm 1992) là một tiền vệ bóng đá Serbia thi đấu cho Proleter Novi Sad.